# 36 Comae Berenices
36 Comae Berenices (36 Com / HD 112769 / HR 4920) es una estrella en la constelación de Cabellera de Berenice, visualmente 2,5º grados al oeste de Diadem (α Comae Berenices). De magnitud aparente +4,77, se encuentra a 324 años luz del sistema solar de acuerdo a la nueva reducción de datos de paralaje del satélite Hipparcos.
36 Comae Berenices es una gigante roja de tipo espectral M1IIIb, donde la «b» indica que dentro de las gigantes es de las menos luminosas.
Pese a ello, su luminosidad es 372 veces mayor que la luminosidad solar; una parte importante de su energía es radiada como luz infrarroja y, en consecuencia, es una estrella brillante en esta región del espectro.
Tiene una baja temperatura efectiva de 3890 ± 20 K —como corresponde a una gigante de sus características— y su radio es 43 veces más grande que el radio solar, lo que equivale a 0,2 UA. Si estuviese en el lugar del Sol, su superficie se extendería hasta la mitad de la órbita de Mercurio.
36 Comae Berenices puede ser una estrella variable, recibiendo la denominación de NSV 6046 en el «New Catalogue of Suspected Variable Stars». La variación de su brillo, de 0,08 magnitudes, no está aún confirmada.